# ريتشارد باريت (كاتب)
ريتشارد باريت (بالإنجليزية: Richard Barrett)‏ هو كاتب بريطاني، ولد في 7 مارس 1945 في كينغستون أبون هال في المملكة المتحدة.